# Köztársaság Mozgalom (Szlovákia)
A Köztársaság Mozgalom (szlovákul Hnutie Republika) egy szélsőjobboldali párt Szlovákiában.
A pártot 2002-ben alapította meg Mozgalom a Demokráciáért (szlovákul Hnutie za demokraciu) néven Ivan Gašparovič, aki korábban a Néppárt – Demokratikus Szlovákiáért Mozgalom színeiben politizált. A párt 2006-ban 0,6 százalékot szerzett a választáson, majd hosszú időre inaktív lett. 2018-ban A Nép Hangja (szlovákul Hlas Ľudu) nevet vette fel, majd elindultak a 2020-as választáson, ahol 0,06 százalékot szereztek.
2021 márciusában vette fel a párt jelenlegi nevét. Miután Milan Uhrík, a Mi Szlovákiánk Néppárt európai parlamenti képviselője elhagyta pártját, a politikus átvette a párt vezetését, amelynek népszerűsége ezzel hirtelen megugrott.
Ideológiáját tekintve a párt erősen jobboldali, magát szlovák nacionalista pártnak tartja. Külpolitikailag erősen oroszbarát párt, ennek ellenére ellenzik Oroszország Ukrajna elleni invázióját. Támogatják Szlovákia kilépését az EU-ból és a NATO-ból.

## A párt elnökei
| Név                                                                                  | hivatal kezdete                                                                      | hivatal vége                                                                         |
| A Köztársaság (2002-2018: Mozgalom a Demokráciáért, 2018-2021: A Nép Hangja) elnökei | A Köztársaság (2002-2018: Mozgalom a Demokráciáért, 2018-2021: A Nép Hangja) elnökei | A Köztársaság (2002-2018: Mozgalom a Demokráciáért, 2018-2021: A Nép Hangja) elnökei |
| ------------------------------------------------------------------------------------ | ------------------------------------------------------------------------------------ | ------------------------------------------------------------------------------------ |
| Ivan Gašparovič                                                                      | 2002. július 12.                                                                     | 2004. április 17.                                                                    |
| Jozef Grapa                                                                          | 2004. április 17.                                                                    | 2018. december 12.                                                                   |
| Peter Marček                                                                         | 2018. december 12.                                                                   | 2021. március 9.                                                                     |
| Milan Uhrík                                                                          | 2021. március 9.                                                                     | hivatalban                                                                           |

## Választási eredmények

### Parlamenti választások
| Választás | Szavazatok száma | Szavazatok aránya | Mandátumok száma | Mandátumok aránya | Parlamenti szerepe |
| --------- | ---------------- | ----------------- | ---------------- | ----------------- | ------------------ |
| 2002-es   | 94 324           | 3,28%             | 0                | 0%                | nem jutott be      |
| 2006-os   | 14 728           | 0,64%             | 0                | 0%                | nem jutott be      |
| 2010-es   | –                | –                 | 0                | 0%                | nem indult         |
| 2012-es   | –                | –                 | 0                | 0%                | nem indult         |
| 2016-os   | –                | –                 | 0                | 0%                | nem indult         |
| 2020-as   | 1887             | 0,06%             | 0                | 0%                | nem jutott be      |
| 2023-as   | 141 099          | 4,75%             | 0                | 0%                | nem jutott be      |

### A szavazatok területi megoszlása

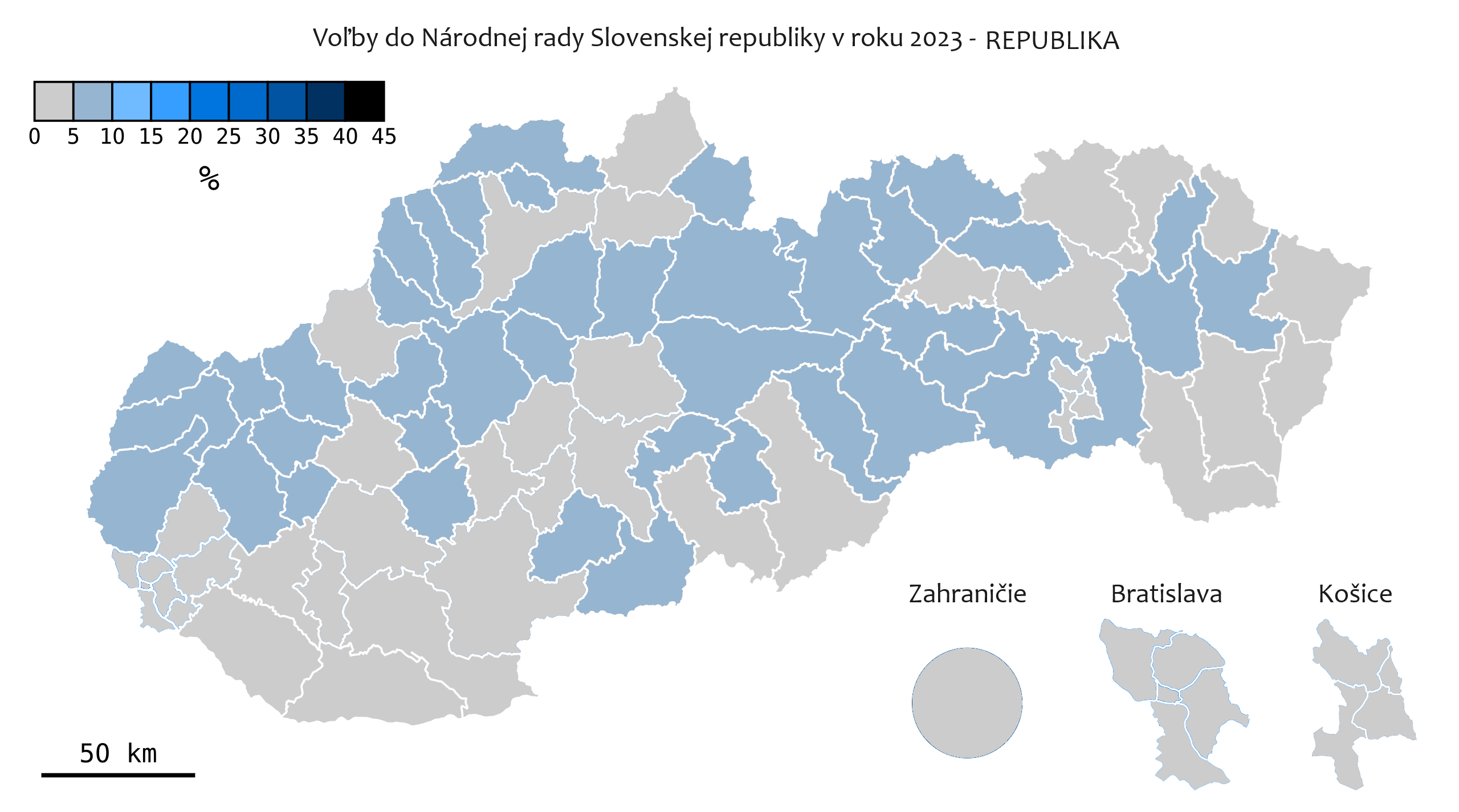
A REPUBLIKA által elért eredmény Szlovákia egyes járásaiban a 2023-as parlamenti választáson

### Európai parlamenti választások
| Választás | Szavazatok száma | Szavazatok aránya | Mandátumok száma | Európai parlamenti csoport |
| --------- | ---------------- | ----------------- | ---------------- | -------------------------- |
| 2004-es   | 11 914           | 1,69%             | 0                | –                          |
| 2009-es   | –                | –                 | 0                | –                          |
| 2014-es   | –                | –                 | 0                | –                          |
| 2019-es   | 2101             | 0,21%             | 0                | –                          |
| 2024-es   | 185 137          | 12,53%            | 2                |                            |